# Sianki (stacja kolejowa)
Sianki (ukr. Сянки) – stacja kolejowa w Siankach, w rejonie samborskim, w obwodzie lwowski, na Ukrainie na linii Sambor – Czop. Zarządzana przez Kolej Lwowską.

## Historia
Stacja została uruchomiona w czasach Austro-Węgier w latach 1904–1905. W II Rzeczypospolitej była stacją graniczną na granicy z Czechosłowacją z obsługą ruchu transgranicznego. W 1939 Ruś Zakarpacka została przejęta przez Węgry, jednak do wybuchu wojny nie utworzono w Siankach połączenia przez granice. Po II wojnie światowej stacja straciła swój nadgraniczny charakter.